# Rallye-Europameisterschaft
Die Rallye-Europameisterschaft (offiziell FIA European Rally Championship, abgekürzt ERC) ist eine Zusammenfassung der Regeln, Richtlinien und Bedingungen, in deren Rahmen die gleichnamige Rallye-Europameisterschaft, eine vom Automobil-Dachverband Fédération Internationale de l’Automobile (FIA) festgelegte Rallyeserie, ausgetragen wird.
Die Rallye-Europameisterschaft ist, seit der Einführung der Rallye-Weltmeisterschaft in den 1970er-Jahren, von der höchstrangigen von der FIA veranstalteten Rennserie des Rallyesports, schrittweise zu einer eher unbedeutenden Rallye-Serie geworden. Von 2006 bis 2012 war mit der Intercontinental Rally Challenge (IRC) eine weitere Rallye-Serie hinzugekommen, die an Bedeutung der Rallye-EM überlegen war. Zur Saison 2013 fusionierte die IRC mit der ERC  zusammen und der bisherige IRC Promoter Eurosport-Events übernahm die Vermarktung der Europameisterschaft. Der Vertrag wurde für die kommenden zehn Jahre geschlossen. Das bedeutete das Ende der Intercontinental Rallye Challenge.
Der ab 2013 neue Promoter der Europameisterschaft Eurosport-Events will die Serie zu alter Stärke führen. Der Kalender 2013 umfasst zwölf Rallyes. Die Rallye-Weltmeisterschaft wird künftig mit einem globalen Fokus ausgerichtet, während sich die ERC auf Europa konzentriert. Die Kernmärkte sind getrennt. Eurosport-Events hat in den vergangenen Jahren der IRC viel Medienaufmerksamkeit gebracht. Diese bestehenden Strukturen sollen für die ERC adaptiert werden. Zugelassen sind für die Europameisterschaft Rallyefahrzeuge der Super 2000-Klasse und Rallyewagen der Gruppe N. World Rally Cars sind seit 2003 nicht mehr zur Einschreibung zugelassen.

## Liste der Meister

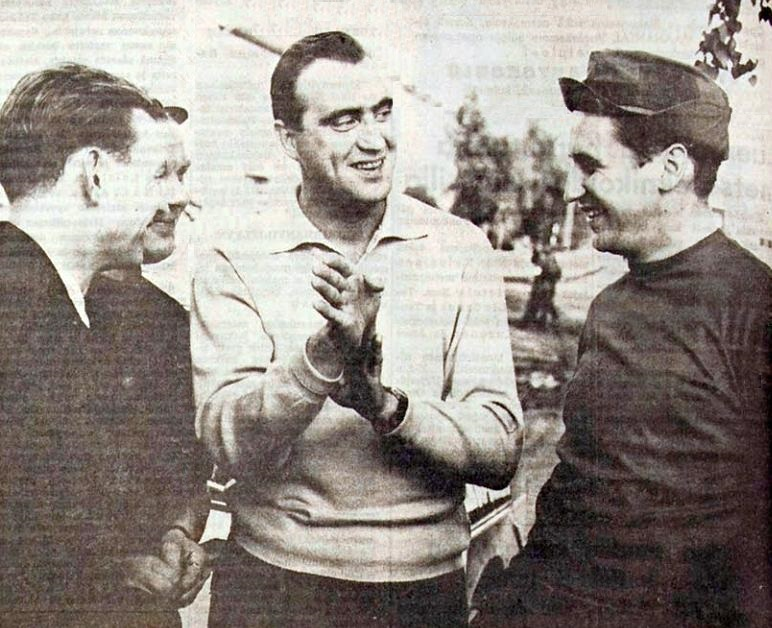
Meister von 1965 Rauno Aaltonen, 1968 Pauli Toivonen und Timo Mäkinen

| Jahr | Jahr | Fahrer               | Fahrzeug                                              |
| ---- | ---- | -------------------- | ----------------------------------------------------- |
| 1953 | 1953 | Helmut Polensky      | Porsche 356 Coupé Fiat 1100                           |
| 1954 | 1954 | Walter Schlüter      | DKW Sonderklasse                                      |
| 1955 | 1955 | Werner Engel         | Mercedes-Benz 300 SL                                  |
| 1956 | 1956 | Walter Schock        | Mercedes-Benz 220 Mercedes-Benz 300 SL                |
| 1957 | 1957 | Ruprecht Hopfen      | Borgward Saab 93                                      |
| 1958 | 1958 | Gunnar Andersson     | Volvo PV444 Volvo PV544                               |
| 1959 | 1959 | Paul Coltelloni      | Alfa Romeo Citroën ID 19                              |
| 1960 | 1960 | Walter Schock        | Mercedes-Benz 220 SE                                  |
| 1961 | 1961 | Hans-Joachim Walter  | Porsche 356 Carrera Coupé                             |
| 1962 | 1962 | Eugen Böhringer      | Mercedes-Benz 220 SE                                  |
| 1963 | 1963 | Gunnar Andersson     | Volvo 122 S Volvo PV544                               |
| 1964 | 1964 | Tom Trana            | Volvo PV544 S                                         |
| 1965 | 1965 | Rauno Aaltonen       | BMC Mini Cooper S                                     |
| 1966 | G1   | Lillebror Nasenius   | Opel Rekord                                           |
| 1966 | G2   | Sobiesław Zasada     | BMC Mini Cooper S Steyr-Puch 650 TR                   |
| 1966 | G3   | Günter Klass         | Porsche 911                                           |
| 1967 | G1   | Sobiesław Zasada     | Porsche 911 S Porsche 912                             |
| 1967 | G2   | Bengt Söderström     | Lotus Cortina                                         |
| 1967 | G3   | Vic Elford           | Porsche 911 S                                         |
| 1968 | 1968 | Pauli Toivonen       | Porsche 911 T                                         |
| 1969 | 1969 | Harry Källström      | Lancia Fulvia Coupé 1.3 HF Lancia Fulvia Coupé 1.6 HF |
| 1970 | 1970 | Jean-Claude Andruet  | Alpine A110 1600                                      |
| 1971 | 1971 | Sobiesław Zasada     | BMW 2002 TI                                           |
| 1972 | 1972 | Raffaele Pinto       | Fiat 124 Sport Spyder                                 |
| 1973 | 1973 | Sandro Munari        | Lancia Fulvia Coupé 1.6 HF                            |
| 1974 | 1974 | Walter Röhrl         | Opel Ascona A                                         |
| 1975 | 1975 | Maurizio Verini      | Fiat 124 Abarth Rallye                                |
| 1976 | 1976 | Bernard Darniche     | Lancia Stratos HF                                     |
| 1977 | 1977 | Bernard Darniche     | Lancia Stratos HF                                     |
| 1978 | 1978 | Tony Carello         | Lancia Stratos HF                                     |
| 1979 | 1979 | Jochi Kleint         | Opel Ascona B Opel Kadett C GT/E                      |
| 1980 | 1980 | Antonio Zanini       | Porsche 911 SC Ford Escort RS1800                     |
| 1981 | 1981 | Adartico Vudafieri   | Fiat 131 Abarth                                       |
| 1982 | 1982 | Antonio Fassina      | Opel Ascona 400                                       |
| 1983 | 1983 | Miki Biasion         | Lancia Rally 037                                      |
| 1984 | 1984 | Carlo Capone         | Lancia Rally 037                                      |
| 1985 | 1985 | Dario Cerrato        | Lancia Rally 037                                      |
| 1986 | 1986 | Fabrizio Tabaton     | Lancia Delta S4                                       |
| 1987 | 1987 | Dario Cerrato        | Lancia Delta HF 4WD                                   |
| 1988 | 1988 | Fabrizio Tabaton     | Lancia Delta HF 4WD Lancia Delta Integrale            |
| 1989 | 1989 | Yves Loubet          | Lancia Delta Integrale                                |
| 1990 | 1990 | Robert Droogmans     | Lancia Delta Integrale 16V                            |
| 1991 | 1991 | Piero Liatti         | Lancia Delta Integrale 16V                            |
| 1992 | 1992 | Erwin Weber          | Mitsubishi Galant VR-4                                |
| 1993 | 1993 | Pierre-César Baroni  | Lancia Delta HF Integrale Ford Escort RS Cosworth     |
| 1994 | 1994 | Patrick Snijers      | Ford Escort RS Cosworth                               |
| 1995 | 1995 | Enrico Bertone       | Toyota Celica Turbo 4WD                               |
| 1996 | 1996 | Armin Schwarz        | Toyota Celica GT-Four                                 |
| 1997 | 1997 | Krzysztof Hołowczyc  | Subaru Impreza 555                                    |
| 1998 | 1998 | Andrea Navarra       | Subaru Impreza 555                                    |
| 1999 | 1999 | Enrico Bertone       | Renault Mégane Maxi                                   |
| 2000 | 2000 | Henrik Lundgaard     | Toyota Corolla WRC                                    |
| 2001 | 2001 | Armin Kremer         | Toyota Corolla WRC                                    |
| 2002 | 2002 | Renato Travaglia     | Peugeot 206 WRC                                       |
| 2003 | 2003 | Bruno Thiry          | Peugeot 206 WRC                                       |
| 2004 | 2004 | Simon Jean-Joseph    | Renault Clio S1600                                    |
| 2005 | 2005 | Renato Travaglia     | Mitsubishi Lancer Evolution VII Renault Clio S1600    |
| 2006 | 2006 | Giandomenico Basso   | Fiat Punto Abarth S2000                               |
| 2007 | 2007 | Simon Jean-Joseph    | Citroën C2 S1600 Citroën C2 R2                        |
| 2008 | 2008 | Luca Rossetti        | Peugeot 207 S2000                                     |
| 2009 | 2009 | Giandomenico Basso   | Abarth Grande Punto S2000                             |
| 2010 | 2010 | Luca Rossetti        | Abarth Grande Punto S2000                             |
| 2011 | 2011 | Luca Rossetti        | Abarth Grande Punto S2000                             |
| 2012 | 2012 | Juho Hänninen        | Škoda Fabia S2000                                     |
| 2013 | 2013 | Jan Kopecký          | Škoda Fabia S2000                                     |
| 2014 | 2014 | Esapekka Lappi       | Škoda Fabia S2000                                     |
| 2015 | 2015 | Kajetan Kajetanowicz | Ford Fiesta R5                                        |
| 2016 | 2016 | Kajetan Kajetanowicz | Ford Fiesta R5                                        |
| 2017 | 2017 | Kajetan Kajetanowicz | Ford Fiesta R5                                        |
| 2018 | 2018 | Alexei Lukjanjuk     | Ford Fiesta R5                                        |
| 2019 | 2019 | Chris Ingram         | Škoda Fabia R5                                        |
| 2020 | 2020 | Alexei Lukjanjuk     | Citroën C3 R5                                         |
| 2021 | 2021 | Andreas Mikkelsen    | Škoda Fabia R5                                        |
| 2022 | 2022 | Efren Llarena        | Škoda Fabia R5                                        |